# Quall
S’anomena quall a l’extracte de la mucosa de l'abomàsum dels remugants, que conté enzims proteolítics que generen la coagulació de la llet formant quallada. És una solució que està formada majoritàriament per quimosina,  o per una barreja de quimosina i pepsina, entre altres components, que varien en funció de l’alimentació que té l’animal durant el període de lactància.
A l’abomàsum, el quart estómac dels remugants, durant la lactància se segreguen enzims coagulants de la llet per alentir el pas de la llet per el sistema digestiu. D’aquesta forma els nutrients de la llet queden retinguts a l’organisme fins que s'ha segregat prou solució pancreàtica per tenir una millor digestibilitat i assimilació dels nutrients de la llet.
El quall conté proteïnases aspàrtiques, quimosina i pepsina, que es poden trobar en diferents proporcions en funció del temps de lactació i alimentació de l’animal. En el cas d’animals lactants que s’alimenten únicament amb llet, el seu estómac produeix de forma dominant quimosina. Quan l’animal creix i s’alimenta d'altres productes no làctics, però continua tenint accés a llet, disminueix la producció de quimosina i comença a augmentar la segregació de pepsina. En el moment que l’animal es deslleta, la quimosina deixa de ser majoritària en les secrecions i la pepsina es comença a generar en major proporció, esdevenint majoritària amb el pas del temps.

#### Obtenció
El quall s’obté a partir dels estómacs de remugants, del quart en concret, anomenat abomàsum. Per extreure els zimògens coagulants de la llet els estómacs són triturats i s’addiciona el resultat a una solució salina que conté entre 3 i 10 g de clorur de sodi per 100 ml de solució. Els zimògens s’activen amb la quimosina i la pepsina, baixant el pH a aproximadament 2, durant una hora. Després s’ajusten a pH 5,5 abans de filtrar i concentrar l’extracte. Per eliminar les impureses es fa una purificació i concentració, per obtenir extracte líquid o pols liofilitzada.Com que el contingut de quimosina i pepsina varia en funció de l’edat i règim alimentari dels animals, es barregen diferents lots de quall fins obtenir-ne la proporció desitjada.

### Funció a la indústria alimentària
Des del punt de vista alimentari el quall és un preparat que pot ser en forma de solució líquida o en pols de proteïnases, que conté enzims proteolítics amb capacitat de desestabilitzar la micel·la de caseïna formant un gel lacti en les condicions normals d'elaboració de formatge.
És important per la fabricació de formatge tenir unes condicions estandarditzades i controlades, ja que passos com la hidròlisi inicial de les k-caseïnes es produeix una proteòlisi que modifica les característiques de les proteïnes de la llet i en conseqüència en aquest pas ja es donen processos que afecten al desenvolupament de la textura i sabor dels formatges.
En alguns casos es limita la paraula quall al procedent únicament de l’estómac dels vedells lactants, però també s’utilitza com a sinònim de coagulants d'altres orígens, ja sigui d'altres animals, d’origen vegetal o d’origen microbià.

#### Alternatives
Aproximadament fins al 1950 s’utilitzava de manera quasi exclusiva el quall de vedella per la fabricació de formatge perquè els estómacs eren un subproducte de la producció de carn de vedella. Degut a la disponibilitat limitada d’estómacs i a causa del creixement de la producció de llet, es van cercar altres fonts de proteïnases per coagular la llet per poder produir formatge sense haver de requerir aquesta font de proteïnases, i d’aquesta forma no haver de limitar la producció en funció de la disponibilitat d’aquestes.
A part de la quimosina i pepsina existeixen altres enzims que també tenen capacitat de coagular la llet, conegudes en anglès amb les sigles MCE (milk-clotting enzimes).
La quimosina permet obtenir un elevat rendiment i una elevada especificitat de tall, que provoca baixa variació en les propietats organolèptiques desitjades pels formatgers.
Cada coagulant té característiques pròpies, com l’activitat proteolítica i l’especificitat de tall, que comporta canvis en la hidròlisi de les proteïnes, que generen canvis a les reaccions que es donen durant la coagulació, que provoquen propietats fisicoquímiques diferents. Tots aquests canvis afecten al rendiment de la llet, a la qualitat organolèptica perquè modifica la quantitat i tipus de pèptids que obtenim durant el procés de producció.

##### Coagulants d’origen animal
Podem trobar diferents coagulants que també provenen d’ origen a animal, però no provenen de remugants, sinó de monogàstrics com la pepsina porcina o pepsina de pollastre, però aquestes presenten defectes com ser massa proteolítiques, i a més en el cas de la pepsina porcina també destaca perquè l’activitat coagulant és massa depenent del pH, més que la pepsina bovina. Es poden utilitzar aquestes pepsines com a coagulants de la llet barrejant una part amb extracte de quimosina bovina.
En l’actualitat s’estudia l’opció d’ obtenir aquests enzims d’animals aquàtics com la foca arpa (Pagohillus groenlandicus), ja que conté enzims gàstrics que coagulen la llet a un major rang de pH que la pepsina porcina.

##### Coagulants d’origen vegetal
Els coagulants vegetals estan constituïts per proteïnases que  procedeixen d'espècies vegetals. Inclou extractes obtinguts de la figuera, la papaia, la pinya, cogombre, i de llavors de gira-sol, albízia i de carbassa.
Aquestes destaquen per tenir menor activitat coagulant i ser menys específiques, però de major activitat proteolítica que la quimosina, tot i això, tenen una activitat prou coagulant i específica per elaborar formatges. La elevada proteòlisis pot causar l’aparició d’aromes amargants que poden ser un inconvenient.
Un exemple seria la planta del card (Cynara cardunculus, Cynara humilis), l’ extracte obtingut de les flors del card conté 2 proteïnases aspàrtiques,  cardosina A i cardosina B. Els dos enzims hidrolitzen l’enllaç Phe105-Met106 de la k-caseina, tot i que la cardosina B té una major activitat proteolítica. La seva activitat coagulant varia entre espècies ja que la Cynara cardunculus conté els dos enzims, mentre que la Cynara humilis només conté cardosina A.
Les flors del card, en concret les de la Cynara cardunculus, s’utilitzen per la elaboració del formatge denominat “Torta del Casar” produït típicament a Càceres a partir de llet d’ovella, que té denominació d’origen protegit on part dels seus requisits és que el coagulant vegetal ha de provenir exclusivament d’aquesta espècie. Es un formatge amb una pronunciada proteòlisi, per aquest motiu desenvolupen una textura molt tova i liquada.

##### Coagulants d’origen microbià
Els coagulants microbians també poden ser substituts del quall perquè els seus components actius estan constituïts per una o diverses proteïnases procedents de fongs, bacteris i llevats amb capacitat de coagular la llet. Són produïts per aquests microorganismes en el procés de creixement pel seu propi metabolisme. Tenen l’avantatge que tenen un cicle de creixement curt, són de fàcil fermentació i no es troben limitats per l’espai o regió de producció. Per tots aquests avantatges, el cost de producció és molt menor i són més econòmics que els coagulants d’origen animal o vegetal. En canvi, poden presentar una activitat proteolítica més elevada que els d’origen animal, provocant un baix rendiment i en alguns casos components amargants, per aquest motiu no són aptes per tots els tipus de formatges.
Poden ser produïts per bacteris com Bacillus polymyxa, Bacillus subtilis, Bacillus amyloliquefaciens, Bacillus methanolicus, Microccocus xanthus, Aureobasidium leucospermi i Enerococcus faecalis.
Els coagulants produïts per fongs com Rhizomucor miehei, Mucor pusillus, Penicillium oxalicum, Aspegillus niger i Aspergillus oryzae, presenten en general major resistència a la calor, però els formatges poder tenir una certa amargor i provoquen un menor rendiment.
Una alternativa és produir enzims coagulants mitjançant recombinació genètica, a partir de la introducció de gens, per obtenir microorganismes que les produeixin. Aquests microorganismes són molt més senzills de cultivar i és una forma de produir coagulants independentment del seu origen, obtenint a partir de fermentació enzims idèntics als obtinguts per animals o plantes de forma més econòmica.

#### Característiques dels substituts del quall
Les característiques d’un bon substitut del quall inclouen una elevada activitat coagulant, però amb baixa activitat proteolítica, actiu a pH de la llet, amb una especificitat de tall a Phe105-Met016 de la k-caseïna o proper a aquest i que es desnaturalitzi fàcilment al sèrum de la llet. 